# 吳闓生
吴闿生（1878年—1949年），原名启孙，字辟疆，号北江，學界稱為北江先生。安徽桐城人，為清末桐城派名家吳汝綸之子。清末民初学者、诗人、政治人物。
吴闿生早年留学日本。清朝末年归国后，他任度支部财政处总办。北洋政府时期，他历任教育次长、国务院参议。1928年后，他和高步瀛等人在奉天萃升书院讲学。后任北京古学院文学研究员。
1949年，吴闿生逝世。其弟子、中华人民共和国官员齐燕铭曾亲自吊唁。

## 生平
光緒五年（1879）七月八日，吳闓生出生於從伯父吳寶三山東官所。
他雖系出桐城吳氏，但未成長於故鄉，大多時候都在北方直隸一代。他的生活環境與經歷可分為四個階段。

### 年少冀州、蓮池時期（1879-1900）
三歲至十歲，其父任直隸省冀州知州；十一歲至二十一歲，其父退官主講直隸省保定蓮池書院，皆隨父定居。他天生聰穎，家學淵源深厚，又得見許多賢人材士，先後拜師范當世、姚永概、賀濤。范當世讚為「八歲能為子固文」，九歲能詩，詩集中有〈生日詩〉一首。

### 譯書時期：遊學日本與任學校司總編譯（1901-1904）
光緒二十七年（1901），吳闓生二十三歲，隨父親門人中島裁之抵日，至東京早稻田大學，並與永阪周、本田幸之助、森大来等漢詩人來往。他發憤用功，原本不通日文，數月後能讀、寫，並開始翻譯日書為漢文，此期譯作共有《和文釋例》、《東瀛戰士策》、《世界地理學》、《理財學》、《法律學教科書》等至少十五種。
光緒三十年（1904），其父友人嚴復任直隸編譯局局長，吳闓生受嚴復推薦，任學校司總編譯，任期中又有日文譯書《克萊武赫斯丁傳》、《近世外交史》、《法律學教科書》等至少三種。

### 從政與講學並行時期（1905-1927）
吳闓生自二十七歲起至四十九歲止，實際接觸政事，歷任各處幕僚：
　　光緒三十一年（1905）秋，入山東巡撫楊士驤幕府， 至光緒三十三年（1907）歸皖，以勞進候選知府加三品銜。 
　　光緒三十四年（1908），復為楊士驤幕僚。 時楊士驤擢任直隸總督兼北洋大臣，至隔年五月楊士驤逝。
　　宣統元年（1909），入托忒克端方幕府。 後歸皖。 
　　宣統二年（1910），受馬佳紹英推薦，任度支部財政處總辦。 
　　宣統三年（1911），擢任參議上行走。
　　民國元年（1912.5-12月），受嚴復推薦，任北京大學預科教務長。 
　　民國二年（1913），入袁世凱幕府，與沈祖憲合纂《容菴弟子記》。
　　民國三年（1914），任內史監內史，負責總統切身的內務機要。 
　　（未知起始年）至民國三年（?-1914），兼任清史館協修。可能是不滿修史制度， 或因向館長趙爾巽建議其父汝綸列為專傳不得， 作〈上趙次山總裁辭清史館協修書〉一文辭去。
　　民國五年（1916），袁世凱卒，黎元洪繼任總統，內閣改組。六月，吳闓生代理教育次長。 
　　民國十二年（1923），任國務院顧問。 
　　民國十五年（1926）四月，段祺瑞聘為國務院參議。 

### 瀋陽講學（1928-1931）、北京講學時期（1932-1949）
民國十七年，吳闓生自官場退休，改往瀋陽專心執教。此時張學良等人重建奉天（瀋陽）萃升書院，吳闓生受軍團長楊宇霆之聘， 與王樹柟一同前往，教授古文。 隔年，吳闓生邀同門好友高步瀛來講學。 除了萃升書院以外，吳闓生亦出任私立郁文大學文院院長。  
民國二十年，日本發動九一八事變，吳闓生返回北京，於保定蓮池書院等地繼續授徒講學。 
八年抗戰期間（1937-1945）吳闓生隱居著述。抗戰勝利後，他在北京繼續講授桐城古文義法，直到民國三十八年病逝於北京家中。

## 学生
他的学生中知名的有贺孔才、于省吾、潘伯鹰、齐燕铭、谢国桢、曾克耑等。

## 著作
- 吴闿生、高步瀛一同编写了《国文教范》、《古今体诗约选》、《古文范》、《孟子文法读本》等书。[3]
- 吴闿生著有《北江先生诗集》、《吴门弟子集》、《左传微》、《左传文法读本》、《孟子文法读本》、《北江先生文集》、《诗义会通》、《汉碑文范》、《晚清四十家诗抄》、《尚书大义》、《周易大义》、《古文范》、《古金文录》。

## 家庭
- 父：吴汝纶[3]

## 延伸阅读
- 桐城文学渊源考